# Амье, Себастьен
Себастьян Амье (фр. Sébastien Amiez, 6 мая 1972, Мутье) — французский горнолыжник, специалист по слалому, выступавший за сборную Франции с 1993 по 2007 год. В 2002 году участвовал в зимних Олимпийских играх Солт-Лейк-Сити и выиграл серебряную медаль в слаломе, уступив первое место своему соотечественнику Жан-Пьеру Видалю.
Десять раз становился призёром этапов Кубка мира, из них пять раз был третьим, четырежды вторым и один раз первым. В 1997 году удостоился серебряной награды чемпионата мира в Сестриере.